# World Popular Song Festival 1989
Het World Popular Song Festival 1989 was de twintigste en laatste editie van het World Popular Song Festival. Het werd gehouden in Tokio, Japan op 27 oktober 1989. Het was een non-competitieve editie ten voordele van UNICEF.

## Deelnemende landen
Slechts 10 landen van over de hele wereld hadden zich ingeschreven voor de laatste editie van het festival. België en Nederland waren er niet bij.

## Opzet
Nadat in 1988 bekend werd gemaakt dat het doek zou vallen over het World Popular Song Festival wou men op een waardige manier afscheid nemen van het festival. Een benefieteditie ten voordele van UNICEF leek een goed idee.
Zelfs de twee presentatoren namen deel aan het festival en zongen samen, heel passend, het liedje I dream of Naomi, de Israëlische inzending voor de eerste editie en tevens het winnende lied dat jaar.

## Overzicht

### Finale
| Land                | Taal      | Artiest                      | Lied                                   |
| ------------------- | --------- | ---------------------------- | -------------------------------------- |
| Zuid-Afrika         | Engels    | And Friends                  | Children of the world                  |
| Japan               | Japans    | Judy Ongg & Tsunehiko Kamijo | I dream of Naomi (Naomi no yume)       |
| Hongarije           | Engels    | Adam & Eva                   | Time goes by                           |
| Hongarije           | Engels    | Adam & Eva                   | European rock                          |
| Verenigde Staten    | Engels    | B.J. Thomas                  | New looks from an old lover            |
| Verenigde Staten    | Engels    | B.J. Thomas                  | Don't leave love (Out there all alone) |
| Canada              | Engels    | Dan Hill                     | How do I break through to you          |
| Canada              | Engels    | Dan Hill                     | Unborn heart                           |
| Italië              | Italiaans | Matia Bazar                  | Cercami ancora                         |
| Italië              | Italiaans | Matia Bazar                  | Sentimentale                           |
| Venezuela           | Spaans    | Jose Luis Rodriguez          | Baila mi rumba                         |
| Venezuela           | Spaans    | Jose Luis Rodriguez          | Yo quiero ser tu amor                  |
| Brazilië            | Portugees | Joã Bosco                    | Preta-porter de tafetã                 |
| Brazilië            | Portugees | Joã Bosco                    | Jade                                   |
| Australië           | Engels    | Pseudo Echo                  | Take on the world                      |
| Australië           | Engels    | Pseudo Echo                  | Over tomorrow                          |
| Verenigd Koninkrijk | Engels    | Bonnie Tyler                 | Sitting on the edge of the ocean       |
| Verenigd Koninkrijk | Engels    | Bonnie Tyler                 | Holding out for a hero                 |
| Verenigde Staten    | Engels    | Stevie Wonder                | Parents of the world                   |

1970 · 1971 · 1972 · 1973 · 1974 · 1975 · 1976 · 1977 · 1978 · 1979 · 1980 · 1981 · 1982 · 1983 · 1984 · 1985 · 1986 · 1987 · 1988 · 1989